# BCL-M5
 (août 2012).
Le BCL-M5 est un véhicule blindé de transport de troupes fabriqué en Algérie par la Base centrale logistique (BCL) de Beni Mered, qui est un établissement public à caractère industriel et commercial (EPIC) relevant du ministère algérien de la défense. Conçu en 1991 et entre en service en 1993. Il est baptisé du nom de la base centrale logistique (BCL).

## Caractéristiques
Le blindé BCL-M5 développé par la Base centrale logistique, est un véhicule blindé à quatre roues,
d'une forme et d'un gabarit proches à ceux du BTR russe, il peut être équipé d'un canon de 25 mm. 
Le blindage du BCL-M5 est capable de protéger les occupants du véhicule contre des impacts de munitions de calibre 7,62 mm perforantes, tandis-que la face avant peut encaisser des impacts de munitions de calibre 14,5 mm.
Le véhicule possède aussi un plancher « en V », lui offrant un niveau de protection élevé contre les mines et les IED (engins explosifs improvisés). Il peut supporter le souffle d'une mine de 8 kg, caractéristique qui peut encore être améliorée, au-besoin, par l'emport de modules de blindage supplémentaires.
Il est équipé d'un système de tir de suppression automatique très évolué, même si, étrangement, le système de protection NBC n'existe qu'en option.

## Armement
Ce transport de troupes peut être équipé d'une importante variété de systèmes d'armements télécommandés et en tourelle.
Généralement, il est associé à une mitrailleuse télécommandée de calibre 7,62 mm, jumelée à un lance-grenades automatique de calibre 40 mm. Il peut aussi emporter des systèmes d'armes d'un calibre pouvant atteindre 90 mm.

## Utilisateur
- Algérie : utilisé par l'Armée nationale populaire pendant la guerre civile qu'a connue ce pays au moment où les grandes puissances occidentales ont suspendu leurs livraisons d'armes.